# Synagoge Neuer Steinweg
Die Synagoge Neuer Steinweg (auch Hamburger Synagoge) im Hamburger Stadtteil Neustadt war die älteste Synagoge der Aschkenasischen Gemeinde Hamburg. Sie wurde von 1654 bis 1859 für Gottesdienste genutzt.

## Name
Der Name „Hamburger Synagoge“ erklärt sich durch die unterschiedlichen Gemeinden in Hamburg. Neben den Juden, die der Hamburger Jurisdiktion unterstanden, gab es auch Filialgemeinden der Gemeinden in Altona und Wandsbek, die eigene Synagogen besaßen.

## Synagogenbau
Im Hof hinter den Häusern Neuer Steinweg 72–75 (heute 24–28) in der Hamburger Neustadt befand sich seit 1654 die „Hamburger Synagoge“. Die Hinterhoflage war typisch für alle Synagogen in Hamburg, da „öffentlicher“ Gottesdienst den Juden nicht erlaubt war. Die Synagoge lag im Obergeschoss („Sahl“) eines Wohnhauses und war zum darüberliegenden Stockwerk durchgebrochen, um Platz für den Einbau einer Frauenempore zu erhalten. 1740 wurde sie erweitert und hatte danach 176 Männer- und 123 Frauenplätze. Der Zugang erfolgte durch die Vorderhäuser, erst 1804 wurde ein Durchgang gebaut. Im Nebengebäude befand sich ein rituelles Bad (Mikwe), auch die Vorderhäuser befanden sich in jüdischem Besitz. Die Synagoge und die anliegenden Gebäude wurden 1859 zu Gunsten des Neubaus der Synagoge Kohlhöfen veräußert. Auch das nicht mehr benötigte Inventar wurde versteigert.
Hinter der Synagoge befand sich der Friedhof Neuer Steinweg, ein kleiner Notfriedhof, der während der Belagerung während der Hamburger Franzosenzeit 1814 angelegt wurde.